# The O’Kaysions
The O’Kaysions war eine US-amerikanische Blue-Eyed-Soul-Band.

## Geschichte
Das Duo Donnie Weaver und Jimmy Hennant gründete 1963 in Wilson/North Carolina zusammen mit Ron Turner, Jim Spidel, Wayne Pittman und Bruce Joyner unter dem Namen The Kays eine Soulband. Im Laufe der Folgejahre wechselten die Mitglieder mehrfach und 1967 wurde die Gruppe in The O’Kaysions umbenannt. Mit dem Song Girl Watcher hatten sie im Jahr 1968 ihren größten und auch einzigen Erfolg in den US-Charts und erreichten Platz 5. Er wurde im Dezember 1968 in den USA mit einer Goldenen Schallplatte ausgezeichnet.

## Diskografie

### Singles
- 1968: Girl Watcher (US: Gold)[2] / Deal Me In
- 1968: Love Machine / Dedicated To The One I Love
- 1970: Watch Out Girl /  Happiness
- 1971: Life And Things / Travelin’ Life

### Alben
- 1968: Girl Watcher